# Euphorbia galapageia
Euphorbia galapageia là một loài thực vật có hoa trong họ Đại kích. Loài này được B.L.Rob. & Greenm. mô tả khoa học đầu tiên năm 1895.